# Schertz (Texas)
Schertz es una ciudad ubicada en el condado de Guadalupe en el estado estadounidense de Texas. En el Censo de 2010 tenía una población de 31465 habitantes y una densidad poblacional de 424,93 personas por km².

## Geografía
Schertz se encuentra ubicada en las coordenadas 29°34′3″N 98°15′28″O / 29.56750, -98.25778. Según la Oficina del Censo de los Estados Unidos, Schertz tiene una superficie total de 74.05 km², de la cual 73.58 km² corresponden a tierra firme y (0.63%) 0.47 km² es agua.

## Demografía
Según el censo de 2010, había 31465 personas residiendo en Schertz. La densidad de población era de 424,93 hab./km². De los 31465 habitantes, Schertz estaba compuesto por el 78.85% blancos, el 8.57% eran afroamericanos, el 0.72% eran amerindios, el 2.35% eran asiáticos, el 0.18% eran isleños del Pacífico, el 5.4% eran de otras razas y el 3.94% pertenecían a dos o más razas. Del total de la población el 25.74% eran hispanos o latinos de cualquier raza.